# Chisato
Chisato (jap. ちさと, チサト) – żeńskie imię japońskie.

## Możliwa pisownia
Chisato można zapisać, używając wielu różnych znaków kanji i może znaczyć m.in.:
- 千里, „tysiąc, rodzinne miasto”
- 知里, „wiedza, rodzinne miasto”
- 智里, „mądrość, rodzinne miasto”
- 千聖, „tysiąc, święty”
- 千郷, „tysiąc, rodzinne miasto”

## Znane osoby
- Chisato (千聖), gitarzysta japońskiego zespołu Penicillin
- Chisato Amate (千聖), japońska aktorka
- Chisato Fukushima (千里), japońska lekkoatletka, sprinterka
- Chisato Morishita (千里), japońska aktorka
- Chisato Nakajima (千里), japońska seiyū
- Chisato Okai (千聖), członkini japońskiego zespołu °C-ute
- Chisato Shiina (千里), japońska łyżwiarka
- Chisato Tsumori (千里), japońska projektantka mody

## Fikcyjne postacie
- Chisato Arashi (千砂都), bohaterka anime Love Live! Superstar!!(inne języki)
- Chisato Inoue (千里), bohaterka anime Vampire Princess Miyu
- Chisato Matsui (知里), bohaterka powieści i filmu Battle Royal
- Chisato Nishikigi (千束), bohaterka anime Lycoris Recoil